# オーケー
オーケー株式会社（英: OK Corporation）は、神奈川県横浜市西区みなとみらい六丁目に本社を置き、ディスカウントスーパーマーケット「オーケー」を関東地方と近畿地方で展開する大手企業。
店名は俗称としてオーケーストアと呼ばれることもあるが、正式名称はオーケーとしている。

## 企業概要
創業者の飯田勧は、創業120年を超える日本橋の酒卸問屋「岡永商店」（現：株式会社岡永）の経営者である飯田紋治郎の三男。長兄の飯田博は株式会社岡永会長兼「日本名門酒会」最高顧問、次兄の飯田保は居酒屋チェーン「天狗」のテンアライド最高顧問、末弟の飯田亮はセコムの最高顧問である。

### 沿革
1958年6月、岡永商店の小売部門として創業。同年6月25日に第1号店を上板橋で開店。1967年9月、岡永商店から独立しオーケー株式会社を設立した。
1971年10月、株式会社東京スーパーマーケットを合併。この東京スーパーマーケット一番町店が、宮城県最後の店舗であったオーケー一番町店となった（2020年5月31日閉店）。
1975年5月2日、世界初の無人スーパー実験店舗を通商産業省（当時）と共同開発し開店（東京都国分寺市）したが、来店客には不評であり短期間で従来形式へ改装された。
1978年9月、本社を東京都千代田区大手町二丁目3番6号から東京都大田区仲六郷二丁目43番2号の「オーケージャンボサガンビル」に移転。
1986年4月の経営改革において、アメリカ合衆国の世界最大小売企業ウォルマートを手本に「EDLP」（Everyday Low Price = 毎日安い）と呼ばれる価格戦略を取り入れた。同年11月には港北ニュータウン計画の見直しに伴い、同地区における民間活力事業第1号として商業用地を取得した。
1989年4月1日の消費税施行に当たり、食料品全品の3%割引を実施した（当時の消費税率は3%であった）。また同日より業界ではいち早くレジ袋有料化を導入した（当時は大サイズ1枚5円、その後6円に値上げ）。
消費税施行時に開始された食料品3%割引は、1997年4月の消費税率5%への増税時はそのまま継続されたが、2006年11月よりメンバーズカード「オーケークラブ」を開始、以降は食料品3%割引はオーケークラブ会員限定で継続されている。なお割引適用は現金払いに限り、会員でもクレジットカード払いや電子マネーなどには適用されない。2019年4月のQRコード決済の導入当初は割引が適用されたが、加盟店手数料の有料化に伴い2021年7月に適用を終了した。
2004年4月には消費税の税込価格の総額表示が義務付けられたが、オーケーでは本体価格に加え、税込価格を銭単位まで表記する独自の表示方式を採用した。2014年1月、同年4月からの消費税率8％増税への対応として総額表示義務の例外が認められたため、本体価格のみの表示に変更した が、2021年4月の総額表示再度義務化に伴い、現在は本体価格に加えて、再度前述の銭単位までの税込価格を併記している。
他のスーパーマーケットがコンビニエンスストアに対抗して深夜営業や24時間営業の店舗を増やす中、2008年2月には地球温暖化防止のため営業時間を規制して短縮、開店は8時30分以降、閉店は21時30分以前とした（清瀬店を除く）。
2009年7月4日頃、公式ウェブサイトを開設。
2016年9月、本社を横浜市西区みなとみらい六丁目3番6号（みなとみらい地区59街区）に移転した。新本社ビル「オーケーみなとみらいビル」の低層部には新たな旗艦店となる「オーケーディスカウント・センターみなとみらい店」 の他に、各種専門店やフードコート（当社直営の焼肉店、カフェ・ダイニング）なども配置している。

### 歴代経営陣
1967年の会社設立以来、創業者である飯田勧が社長を務めてきたが、2014年6月に社外取締役で弁護士の簗瀬捨治が社長に就き、飯田は会長に退いた。
2016年には、大株主である三菱商事出身の二宮涼太郎が社長に就任した。他にも社外取締役の木島綱雄、西尾一範は三菱商事出身。
2024年4月2日、創業者の飯田勧が肺炎のため96歳で死去。
| 期間                            | 会長     | 社長       |
| ------------------------------- | -------- | ---------- |
| 1967年09月xx日 - 2014年06月16日 | （空席） | 飯田勧     |
| 2014年06月16日 - 2016年06月16日 | 飯田勧   | 簗瀬捨治   |
| 2016年06月16日 - 2024年4月2日   | 飯田勧   | 二宮涼太郎 |
| 2024年04月3日 - 現職            | （空席） | 二宮涼太郎 |

## 関西進出
2021年9月、株式会社関西スーパーマーケット（現・関西フードマーケット）を買収して、関西地方へ進出する方針を表明したが、同年10月の臨時株主総会においてエイチ・ツー・オー リテイリングとの間で経営統合がされることとなり、オーケーによる関西スーパーマーケットの買収は一旦は断念した。しかし、2021年11月8日夕方に、オーケー側は関西スーパーの臨時株主総会での議決権の扱いに疑義があるとして、臨時株主総会の場で可決しているエイチ・ツー・オー リテイリングとの統合案の差し止め仮処分を神戸地方裁判所に対して行うと報じられ、同日中に仮処分申請を行ったとオーケーが発表した。11月22日、神戸地裁は仮処分を認めたが関西スーパー側が控訴、12月7日、大阪高等裁判所は地裁の判決を破棄し仮処分を差し止めた。後にオーケー側の抗告が認められたが、12月14日、最高裁判所は大阪高裁の判決を支持するとしてオーケー側の抗告を棄却した。これにより、オーケーは関西スーパーの買収を断念すると発表し、2022年1月までに会社法に基づく株式買取請求権を行使する形で関西スーパー株式を同社に売却した。
その後、オーケーは他社との提携は行わずに独自で関西に自社店舗を開設することを明らかにした。2022年10月6日、東大阪市が保有していた高井田駅北西の市有地（北緯34度40分43.81秒 東経135度34分9.83秒）を落札し、2024年秋頃に関西第1号店となる旗艦店をオープンさせる予定であることを発表した。その後、店舗名称を「高井田店」とし、同年11月26日にオープンした。なお、同店5階には関西事務所が設けられている。

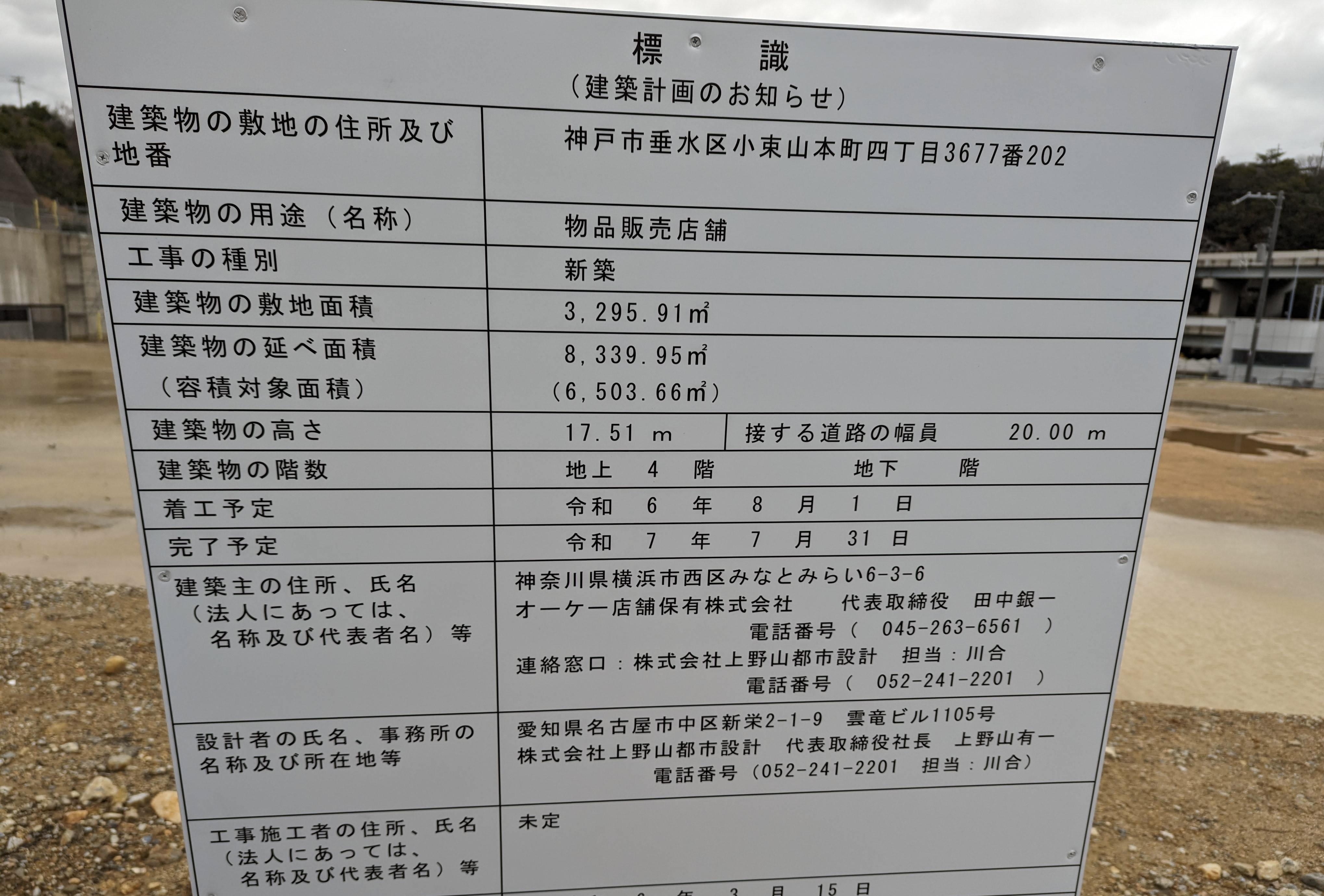
神戸市垂水区に出店するオーケーの建築計画看板

そして、関西第2号店「西宮北口店」を西宮市芦原町に、第3号店「南武庫之荘店」を尼崎市南武庫之荘11丁目に、第4号店「北伊丹店」を伊丹市に、第5号店「垂水小束山店」を神戸市垂水区小束山本町に、第6号店を同じく神戸市にそれぞれ出店する方針が明らかになった。オーケーは2026年末までに計12店舗を関西地方に新規出店する予定としている。今後出店数が増える可能性もあるとしている。
同社社長の二宮涼太郎は2024年10月に行われた読売新聞とのインタビューにおいて、当面の間は物流などの観点から大阪府と兵庫県に集中的に出店し、京都府や奈良県などといった、他府県への進出は考えていないと述べている。

### 年表
- 2024年（令和6年）
  - 11月26日 - 関西・大阪府1号店として「高井田店」を開業。
- 2025年（令和7年）
  - 1月23日 - 兵庫県1号店として「西宮北口店」を開業。
  - 9月18日 - 兵庫県2号店として「南武庫之荘店」を開業予定。
  - 10月9日 - 兵庫県3号店として「北伊丹店」を開業予定[44]。
  - 冬 - 兵庫県4号店として「垂水小束山店（神戸市内1号店）」、兵庫県5号店として「新在家店（サザンモールセカンドストリート内）」[45]を開業予定。

- 2026年
  - 5月 - 大阪府2号店として「豊中穂積店」を開業予定[46]。
  - その他大阪府内に「高槻浦堂店」・「城東野江店（大阪市内1号店）」・「大東新田西町店」を肇めに計8店舗を開業予定。

なお、開店済みの店舗以外の店舗名はいずれも仮称。

## 出店地域
関東では人口密度が高い国道16号の内側を、関西では大阪府と兵庫県の神戸以東を出店戦略地域としている。2025年1月現在、関東では東京都・神奈川県・埼玉県・千葉県の首都圏1都3県、関西では大阪府・兵庫県にて店舗を展開している。
現行店舗の詳細については、公式サイト内「店舗検索」を参照。

### 店舗ギャラリー

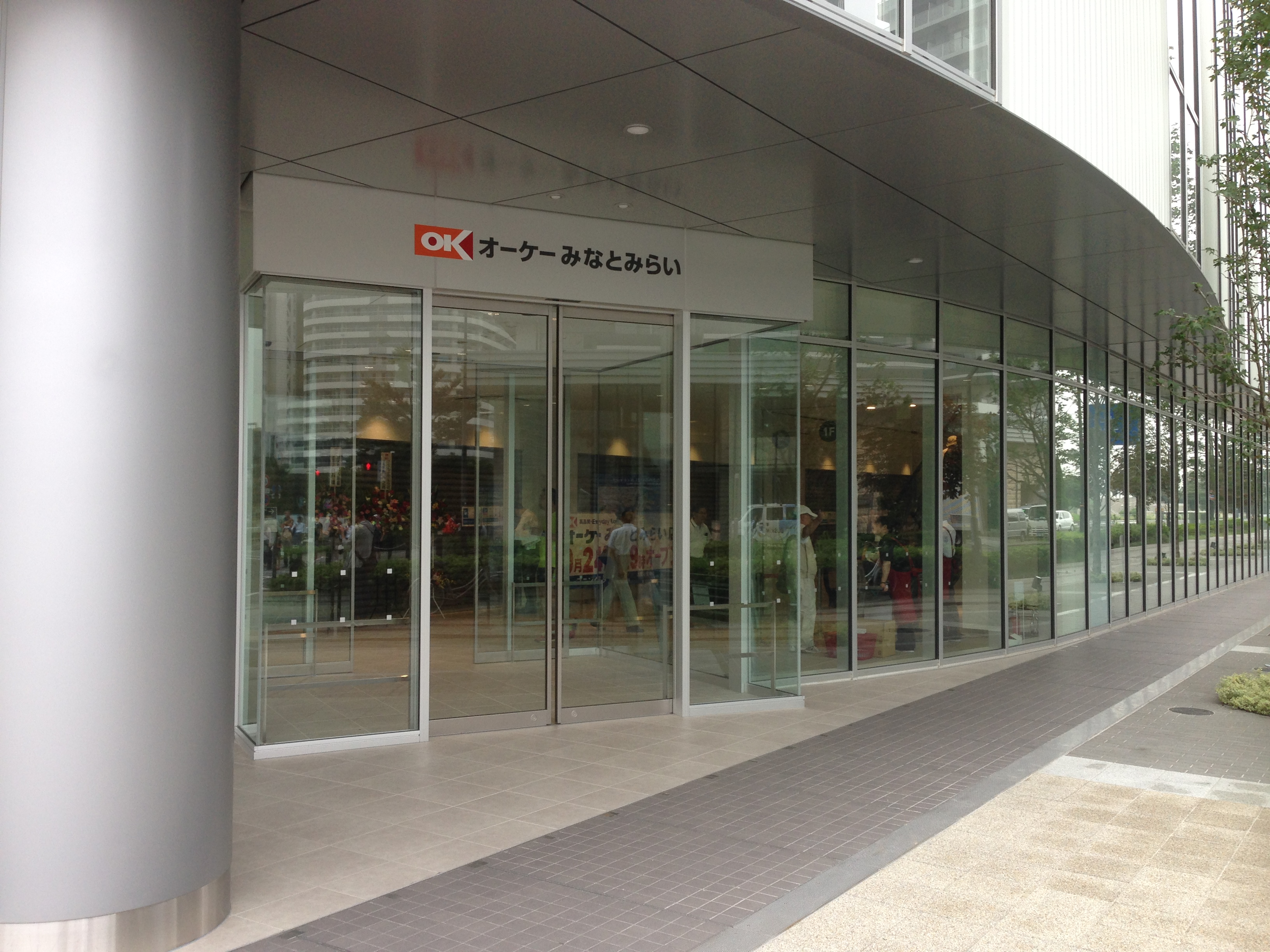
みなとみらい店 （本社ビル低層部）
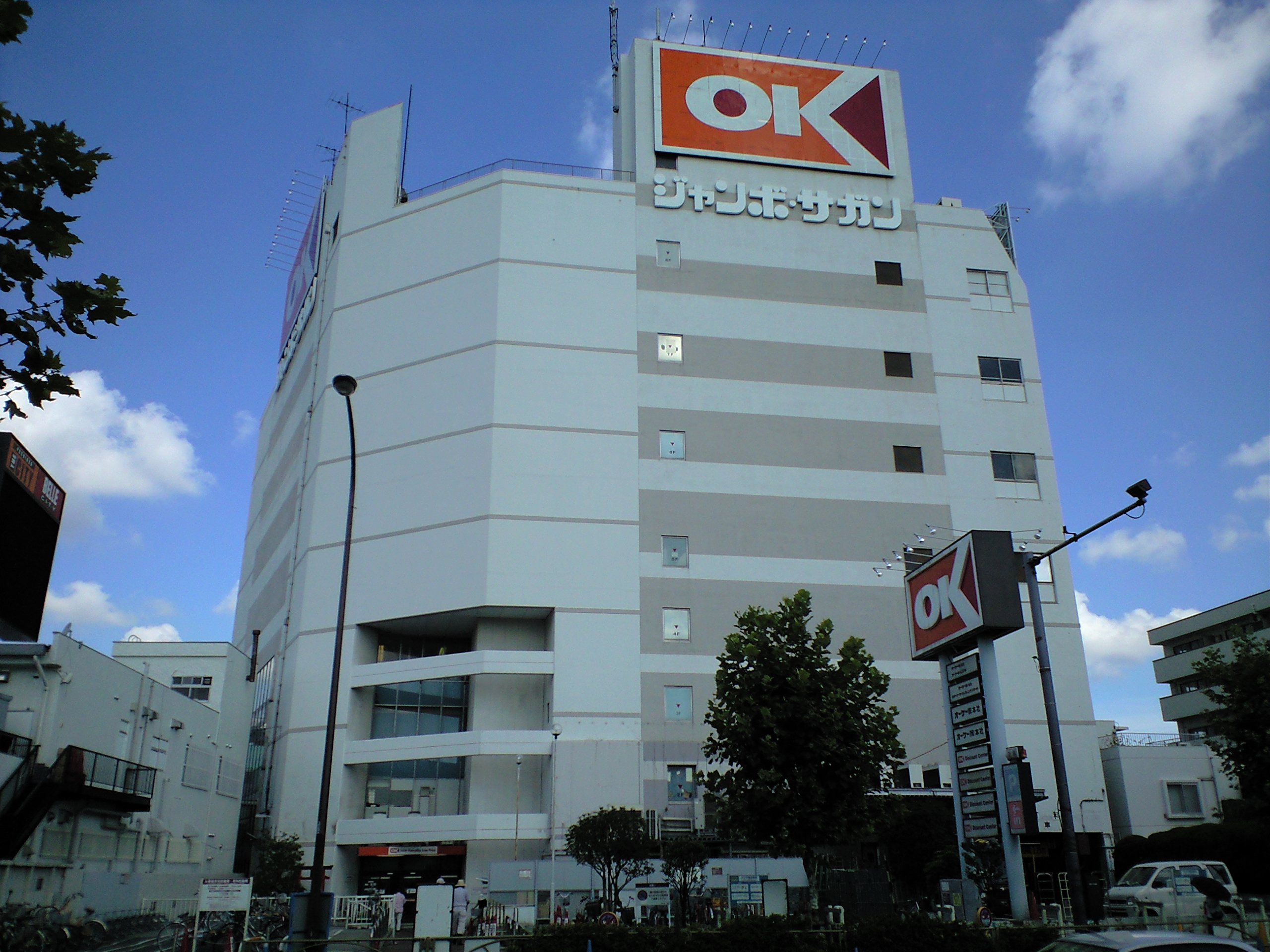
ジャンボ・サガン店 （旧本社ビル）
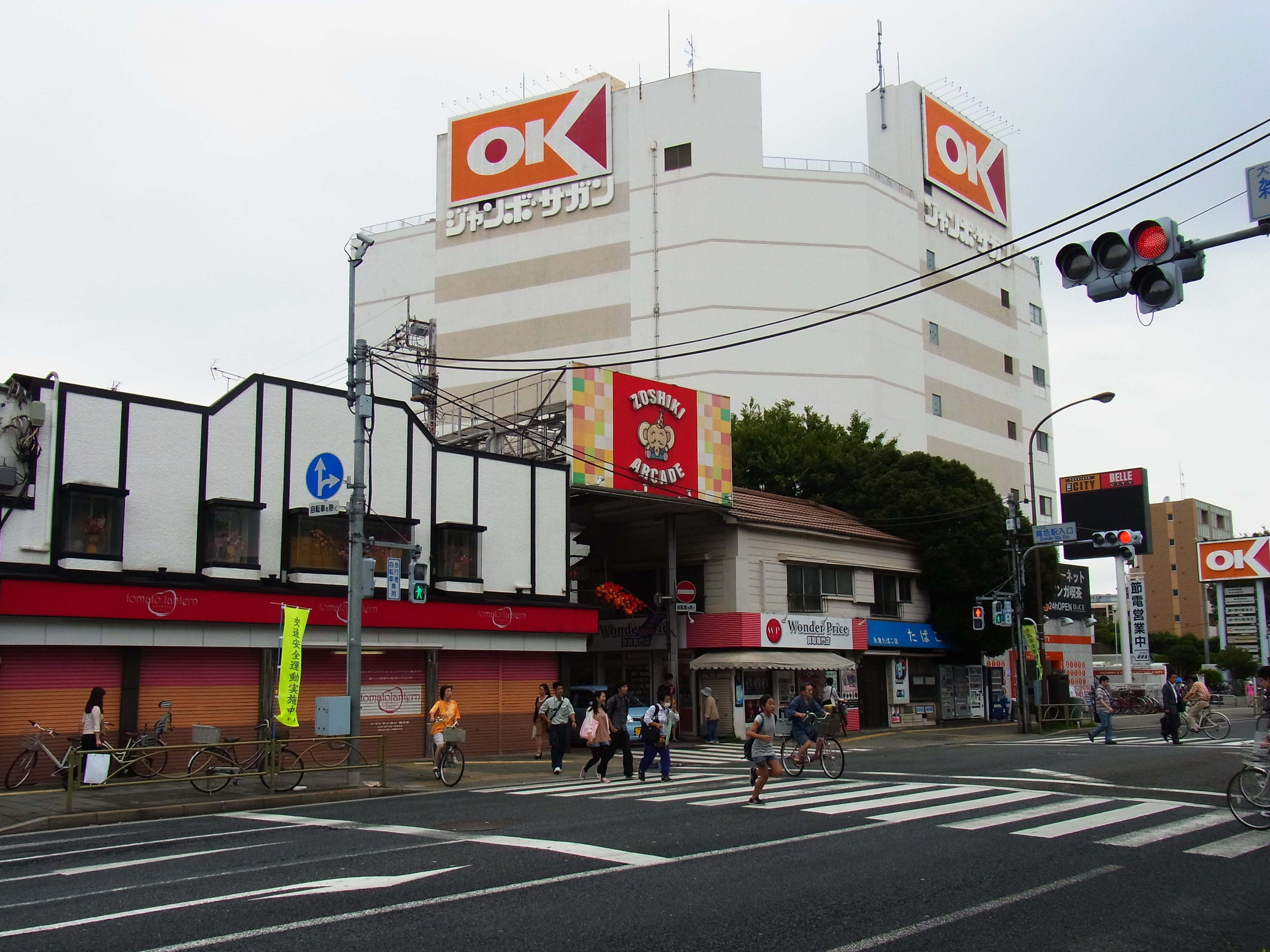
ジャンボ・サガン店 （旧本社ビル）
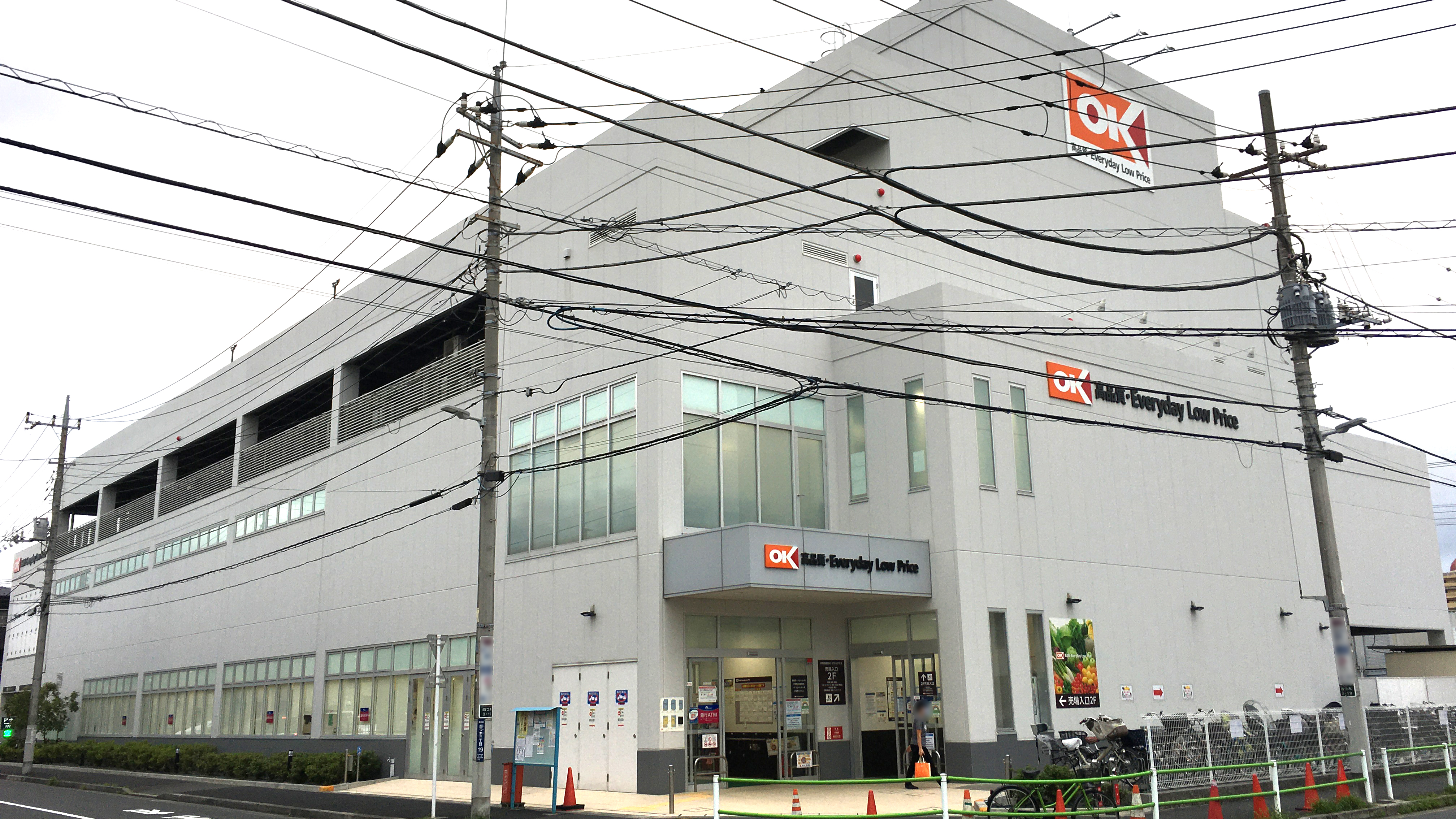
四つ木店
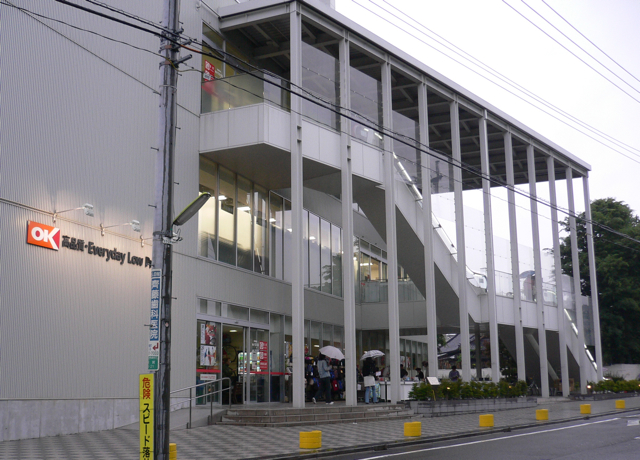
新用賀店
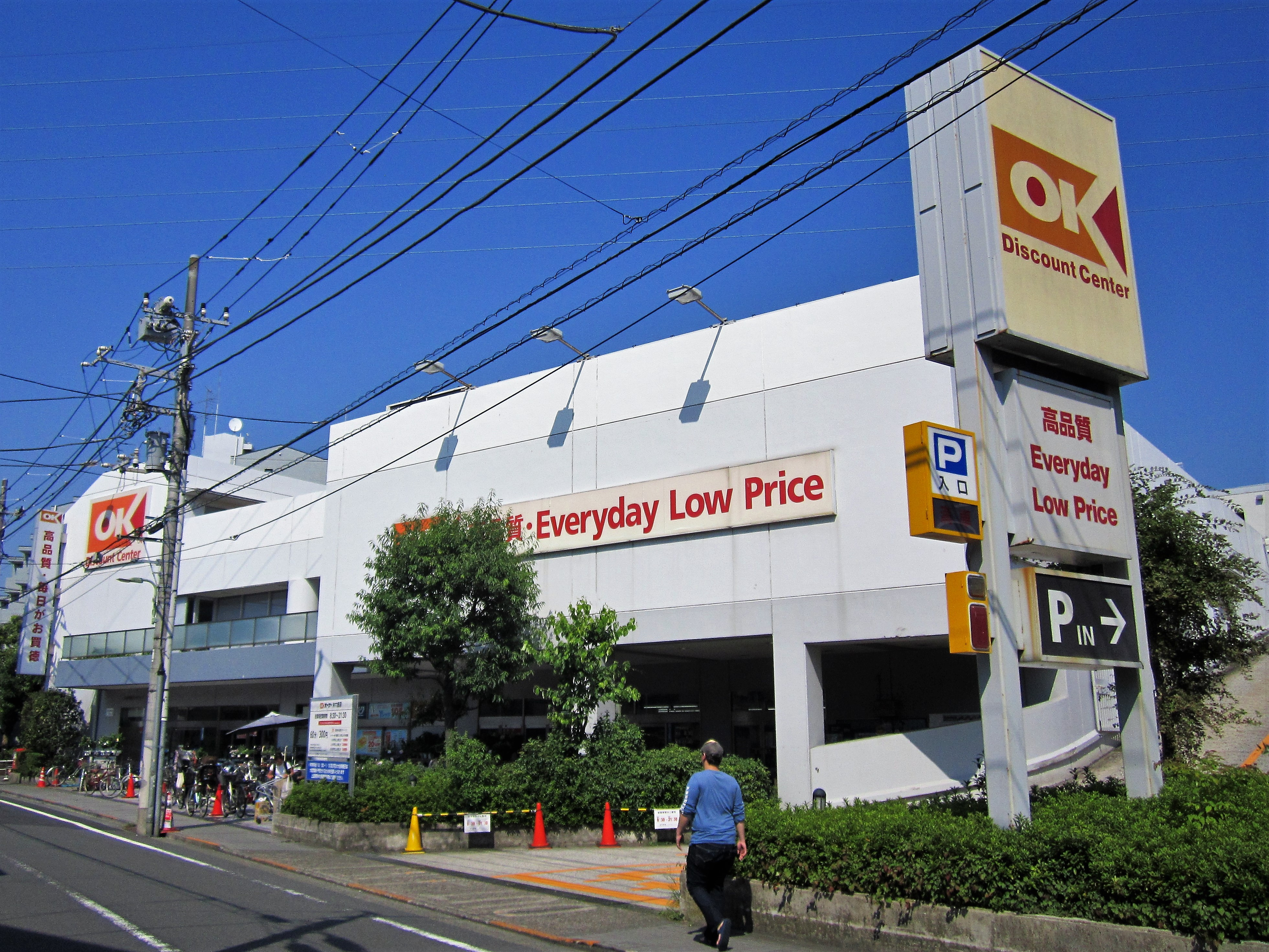
仲六郷店
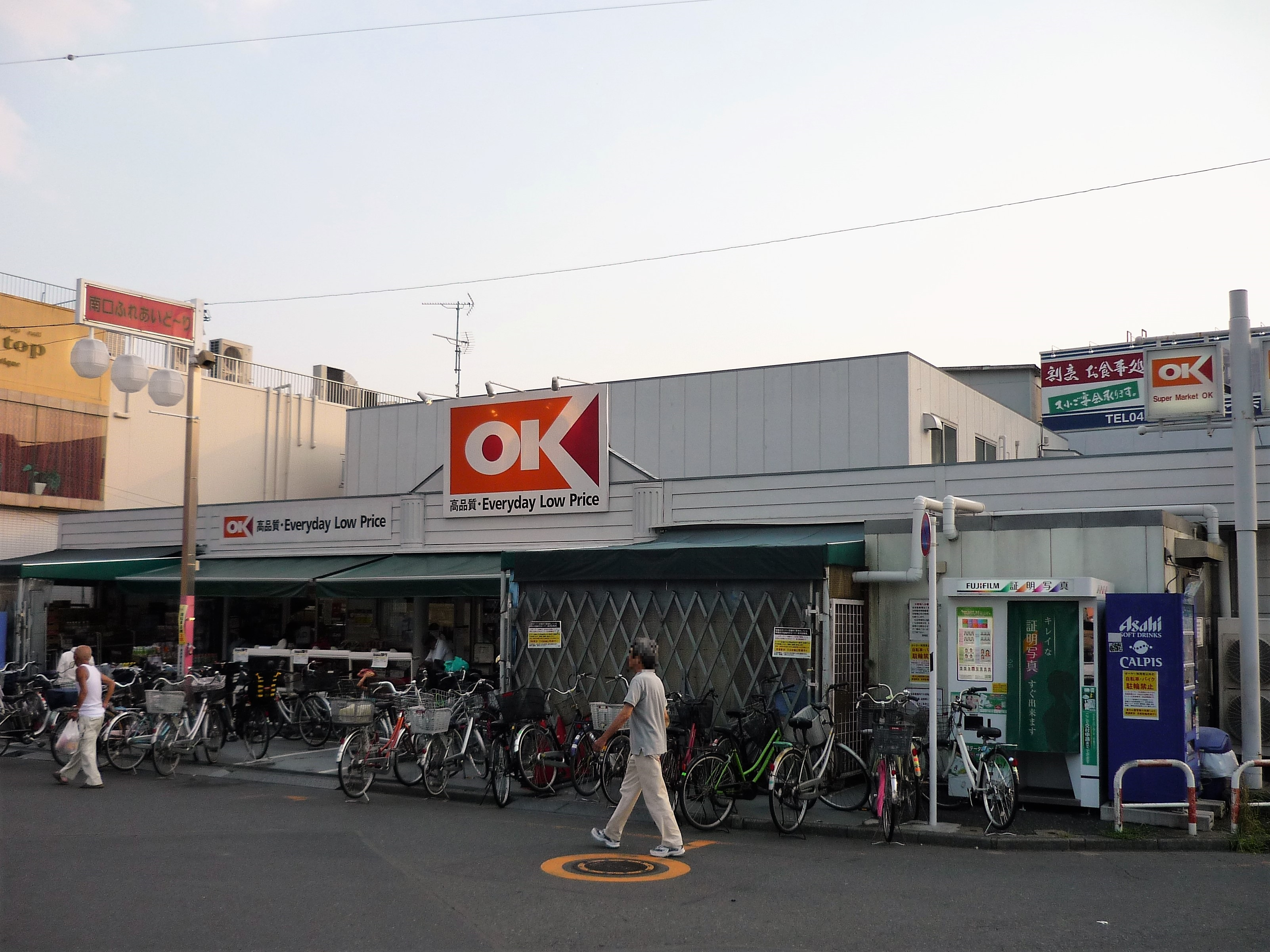
清瀬店 （清瀬駅南口）
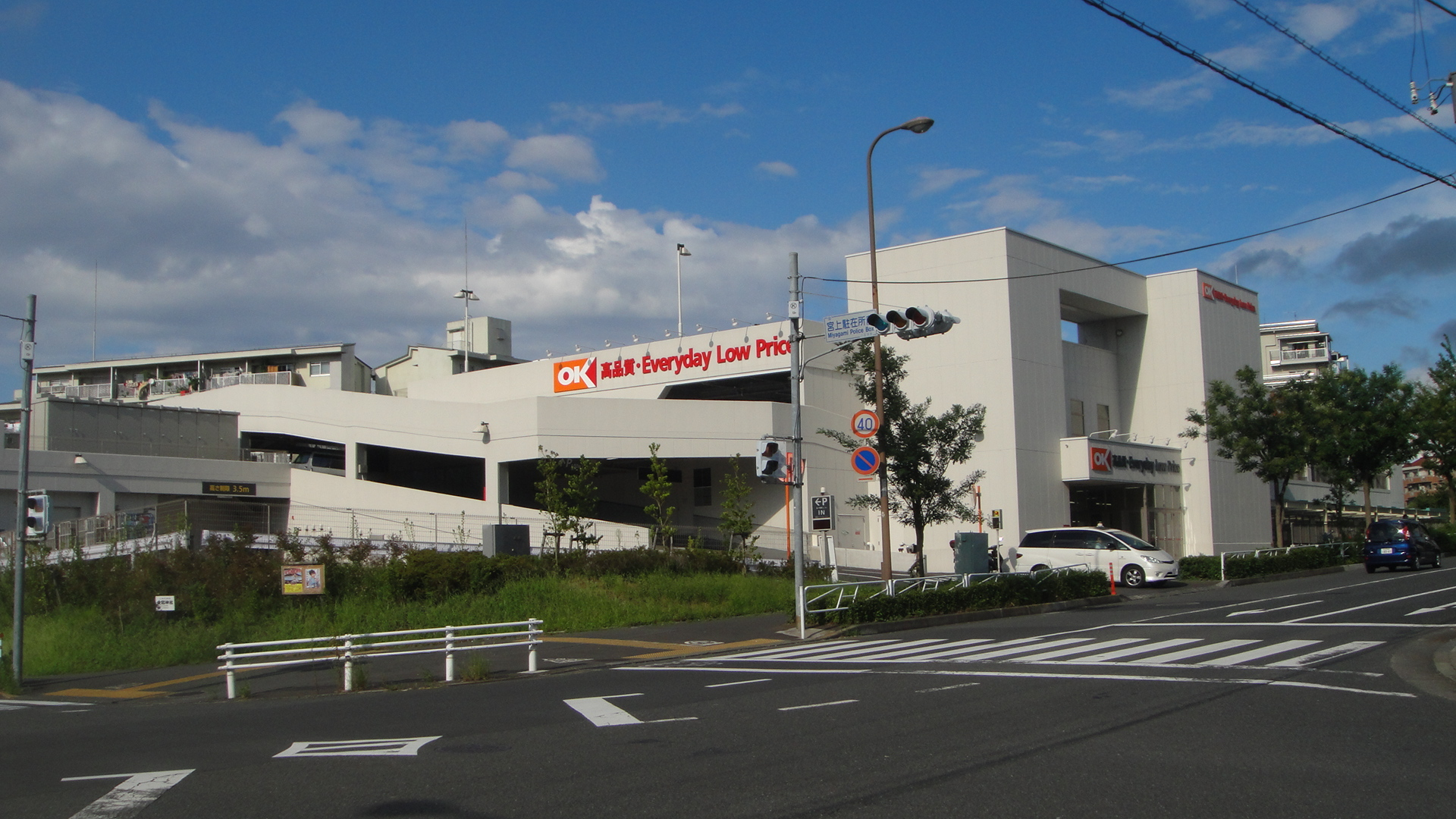
南大沢店 （八王子市上柚木）
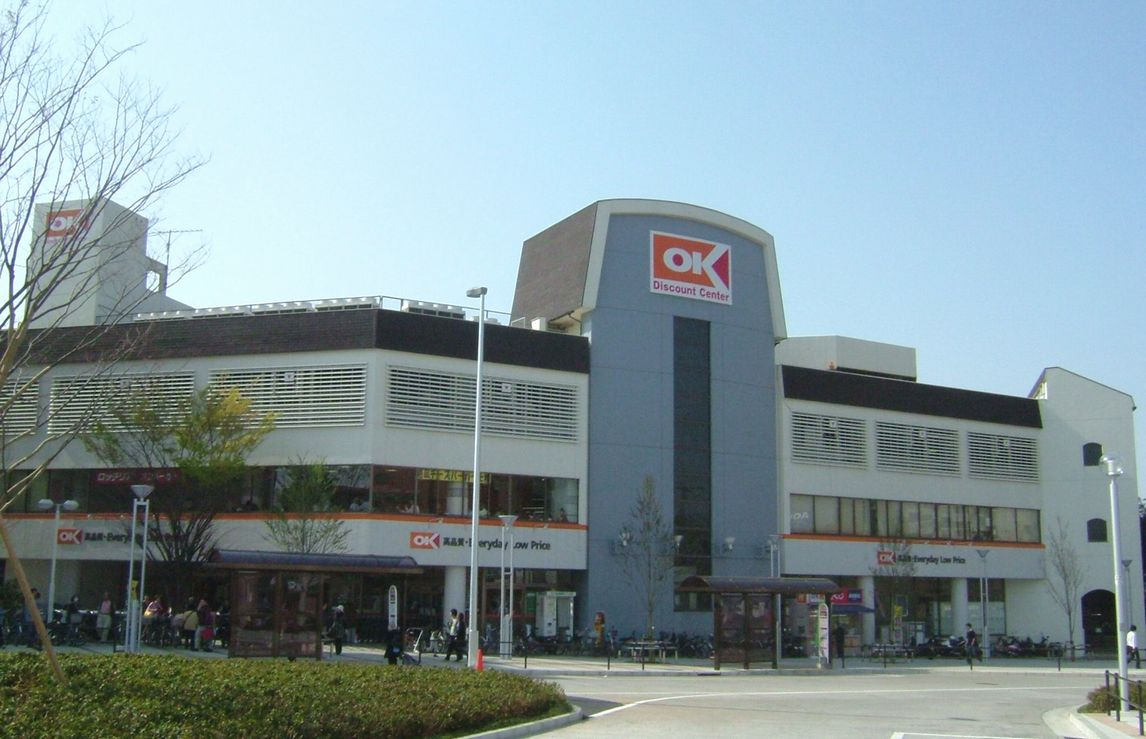
港北店 （港北ニュータウン）
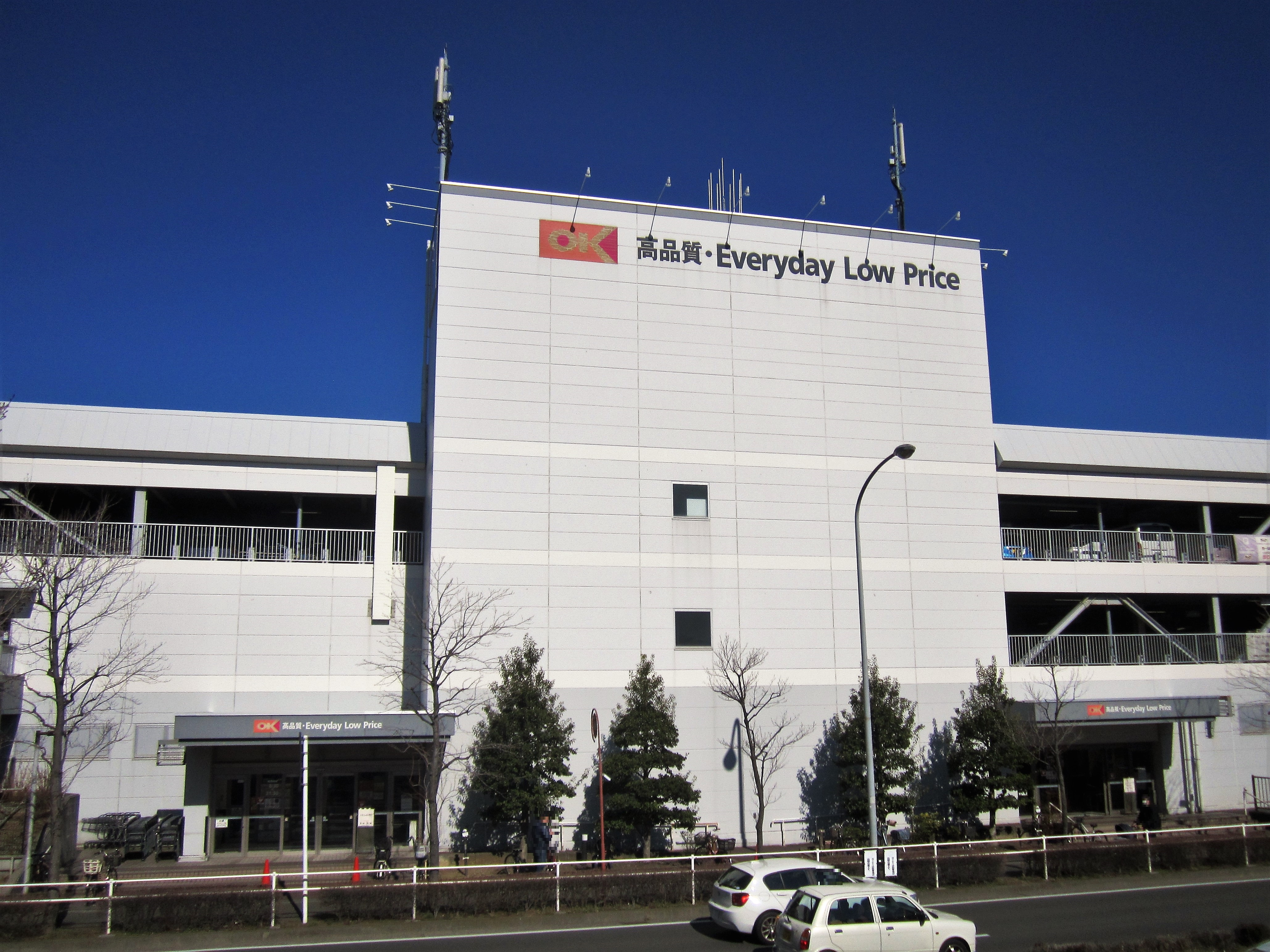
北山田店
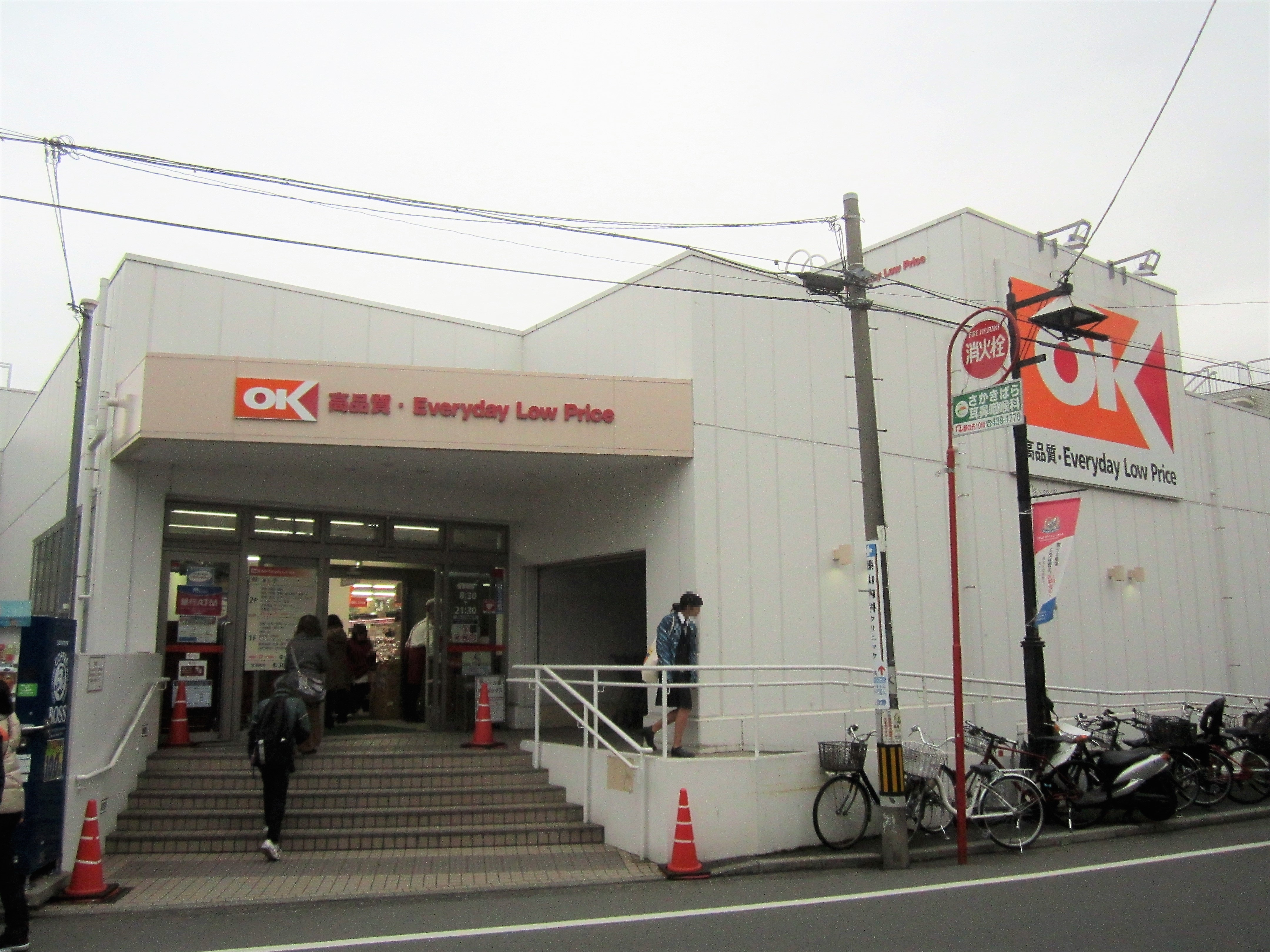
妙蓮寺店
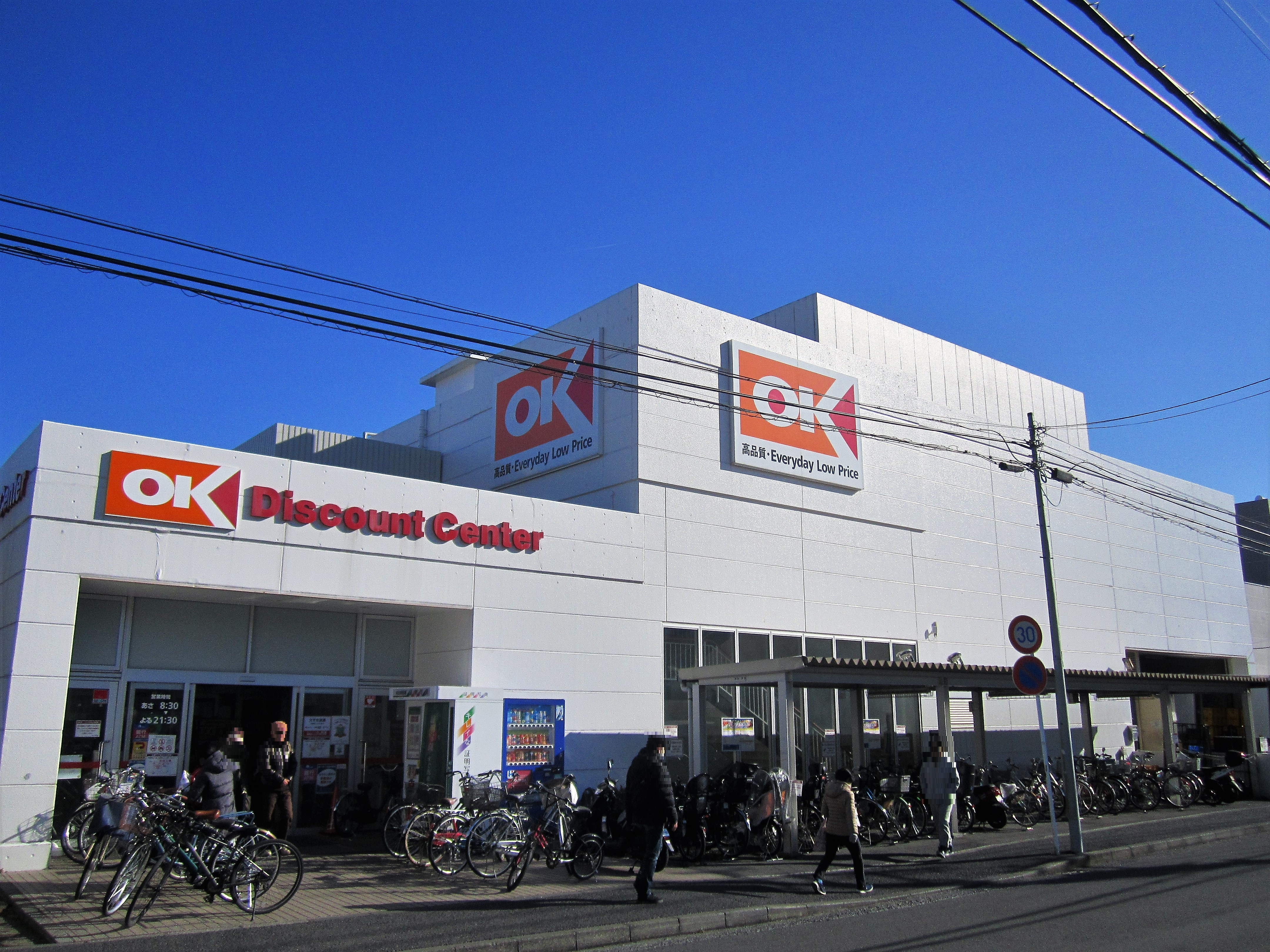
日吉店
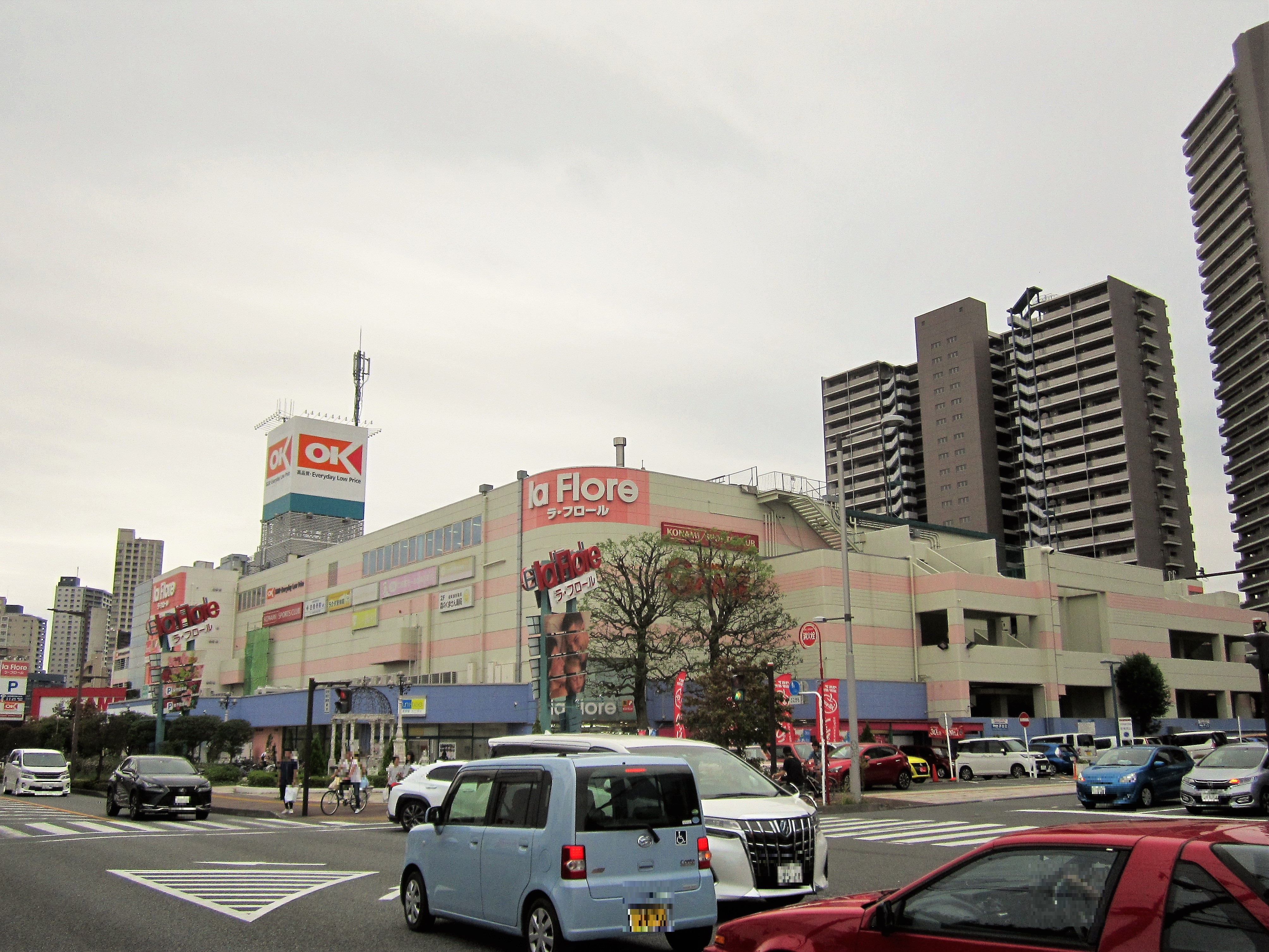
橋本店 （ラ・フロール 核店舗）
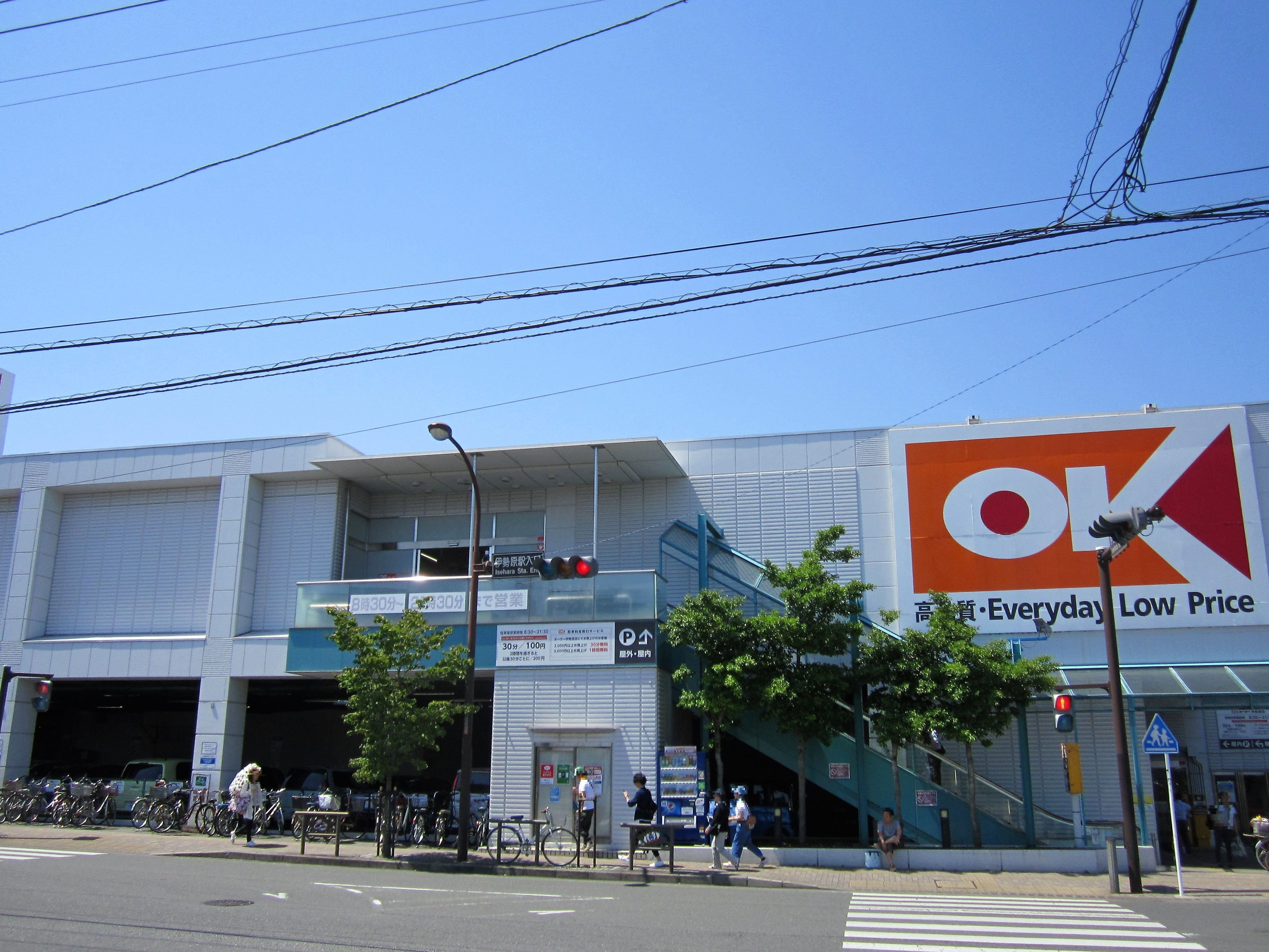
伊勢原店

### 北海道に存在した店舗
- 札幌店：札幌市豊平区豊平3条1丁目5[47]

### 宮城県に存在した店舗
関東地方以外では、かつては宮城県仙台市に3店舗が存在した。2020年5月までに全店閉店して東北地方から撤退し、今後の東北地方への出店予定はない。宮城県内の店舗では首都圏とシステムが異なり、オーケークラブ会員カードによる割引が適用されなかった。
- 一番町店：仙台市青葉区一番町4丁目4-30[50][51]
  - 1961年7月21日、東京スーパーマーケットとして開店[9][50]。1971年11月にオーケーが東京スーパーマーケットを吸収合併したことに伴い、オーケー一番町店となる[9]。「三協商事ビル」地下1階に出店していた[50]。
  - 同ビルの地上階には、長崎屋の東北地方1号店[49]「長崎屋仙台店」（後の「長崎屋仙台シャル店」）が出店していたが[49]、2002年9月30日をもって閉店した[49][52]（詳細は「過去に存在した長崎屋の店舗」を参照）。
  - 仙台市中心街の一番町に位置し、国分町などの繁華街が近く飲食店の顧客が多いため酒類の品揃えを充実させた[9][48]。2011年3月11日の東日本大震災の際には、震災翌日には弁当やパンなどの食料品を被災者に提供した[9]。
  - 建物の老朽化により2020年2月24日に閉店を発表[9]、同年5月28日閉店[9][50][53]。本来は同年5月31日閉店予定であったが、閉店告知により予想を上回る売れ行きで在庫が底をついたため、予定を早めて5月28日16時をもって閉店した[51][53]。
- 長町店：仙台市太白区長町7丁目5-1
  - 1975年11月開店[9]。長町駅北西側。売場面積1,494平方メートル、駐車場77台。
  - 東日本大震災により被災[49]、震災3日後には店頭で生活必需品などを販売したもののその後は休業となった。2013年12月閉店[9]。建物は解体された。跡地はみやぎ生活協同組合長町店[54]。
- 原町店：仙台市宮城野区原町3丁目1-8[55]
  - 1980年10月開店[9]。陸前原ノ町駅北西側、国道45号沿い。2016年10月20日閉店[9][49][55]。跡地はツルハドラッグ仙台原町店[56]。

## 店舗概要

### 低価格戦略
2001年11月にEDLP方式を徹底するため特売チラシを廃止している。EDLPを方針とすることから価格を極端に引き下げる特売は行わず、代わりに全般的な価格を低めに抑える価格戦略を採っている。従って折込チラシにはオーケーの通常価格が掲載されるのみである。商品の価格表示は「98.00円（105.84円）」のように銭単位で、消費税抜価格と税込価格を併記する非常に珍しい表記方針を採っており、税抜価格の方を目立つ赤字で表示している。
品揃えはメーカーから仕入れるナショナルブランド商品を中心とし、原則として各商品につき1メーカーに絞り、品目数を減らして1品目を大量に仕入れることで仕入れ価格を抑えている。また取り扱い商品も店舗の周辺環境などによって大きく異なる。
チラシなどに基づき、近隣の競合店（スーパー、ドラッグストア等）が特売などによりオーケーの販売価格を下回った場合には、それ以下の価格まで下げる「対抗値下げ」を行い、POP広告を掲示して対応している。逆に値上げを行う際には「オネストカード」と呼ぶ事前告知を掲示することもある。ナショナルブランド商品ではない青果、精肉、鮮魚といった生鮮食品などについてはこれらの方針は当てはまらないが、オネストカード掲示はナショナルブランド商品同様に掲示される。
また、弁当容器は数種類に絞り、清涼飲料水は常温販売、生鮮も食品トレイを極力使わない方向になっている。
納豆も醤油や辛子を抜いている。

### 決済方法
クレジットカード・電子マネーは従来使用できなかったが、2010年12月より一部店舗・レジにおいてVISAカードの取り扱いを開始した。
2014年4月14日より、クレジットカードではJCB・アメリカン・エキスプレス・ダイナースクラブ、電子マネーでは交通系ICカード・iD・QUICPayの取り扱いを開始した。
2019年4月24日より、QR・バーコード決済のPayPay・LINE Pay・楽天ペイ・ファミペイが利用可能となった。
クレジットカード・電子マネー・QR・バーコード決済での支払いを行う場合はオーケークラブによる食品103分の3割引の対象外となる。かつてはQR・バーコード決済については割引が適用されていたが、決済手数料有料化に伴い2021年7月1日より廃止された。
またクレジットカードでは、家電製品など高額商品以外は一括払いのみの取り扱いとなる。

### レジ袋
レジ袋は国策事業で原則有料化した2020年（令和2年）7月以前から、有料（大のみ、税抜6円）である。他社に先駈けてレジ袋を有料で販売してきた理由は、「商品を安く提供する代わりである」と説明している。そのため、当社を利用する来店客の大半はマイバッグなどを持参する文化が根付いている。また、空の段ボール箱は処理するのに経費がかかるため無料であり、来店客が購入済みの商品を持ち帰るために利用することができる。
2002年に東京都杉並区で「すぎなみ環境目的税条例」が制定された（いわゆる「レジ袋税」条例）。小売事業者に対し税率としてレジ袋1枚につき5円を課したものの強制力はなく、実際に徴収されることはなく2008年に廃止された。この条例制定には生活協同組合コープとうきょう と並んでオーケーが参考にされている。

### 防犯対策
下記のような徹底した万引き対策がとられている。
- ほとんどの店舗で、一度店内に入ったらレジ通路を通らないと店外に出ることが不可能な動線を引いている。
  - 例えば2階から入って1階で精算というようなフロア構成の時に、オートスロープが下りのみの一方通行となっている。
  - 店舗によってはエレベーター内にも監視カメラが設置されている。
- 他店で購入した商品は、専用の袋（透明バッグ）に入れないと店内に持ち込むことができない。
- 店内の買い物かごも精算前後で色分けされている。店内かごが赤色、精算済みが緑色で、太陽ビルメン製と大和産業の買い物かごが採用されている。他のスーパーやデパートでも色分け買い物かごを採用する店舗が増えている。

### オーケークラブ
2006年11月からメンバーズカード「オーケークラブ」が開始された。カードは店内のサービスカウンターで自宅の郵便番号のみを告げ、発行手数料200円を支払えばその場で発行されオーケー全店で使用できる。以前から行っていた食料品の103分の3割引（単品ごとに端数切捨）はこれによりクラブ会員のみの特典とされた。ただし、現金以外の決済手段が用いられた場合は適用対象外となる。2007年12月から2008年1月20日までの期間限定で通常3%割引のところを5%割引としていた。当初は客数の増加を見込んで終了期日を2008年3月31日としていたが、通常の割引時と客数が変わらないため早期での終了となった。

## メディアなど

### テレビ番組
- 2007年9月18日放送のテレビ東京系列の経済番組『日経スペシャル ガイアの夜明け』「正直者が勝つ～舞台裏を見せて顧客満足度を上げろ」で「激安地元密着スーパー」として取り上げられた[60]。
- 2009年8月3日放送のテレビ東京系列の経済番組『日経スペシャル カンブリア宮殿』「 "正直経営"が今、武器になる!」で「特別企画 消費者が熱狂!第一弾 正直経営が、客を呼ぶファン激増のスーパー」として取り上げられた[61]。

### ラジオ
- TBSラジオ『ジェーン・スー 生活は踊る』で2017年より行われている企画「スーパー総選挙」においては、第1回（2017年6月16日発表）・第2回（2018年6月15日発表）・第3回（2019年6月21日発表）・第4回（2022年10月20日発表）と番組リスナー投票で第1位に輝いていたが[62][63][64][65]、第5回（2024年8月29日発表）では第2位となりヤオコーに第1位の座を明け渡した[66]。

### 雑誌
- 日経ビジネス誌「2008年版アフターサービス調査」（2008年7月28日号）において、スーパー部門における顧客満足度第1位を獲得。

## 業績
すべて3月期のデータ。
| 年度   | 売上高   | 経常 利益 | 経常 利益率 | 経常 総経費率 | 売上 伸張率 | 店舗 数 | 社員数   | オーケー クラブ 会員数 |
| ------ | -------- | --------- | ----------- | ------------- | ----------- | ------- | -------- | ---------------------- |
| 2000年 | 643億円  | 18億円    | 2.78%       | 16.42%        | 108.20%     | 27店    | 510人    |                        |
| 2001年 | 655億円  | 4億円     | 0.57%       | 16.77%        | 105.90%     | 28店    | 587人    |                        |
| 2002年 | 722億円  | 15億円    | 2.02%       | 16.47%        | 110.20%     | 28店    | 636人    |                        |
| 2003年 | 791億円  | 25億円    | 3.21%       | 15.86%        | 109.80%     | 30店    | 664人    |                        |
| 2004年 | 875億円  | 23億円    | 2.65%       | 16.17%        | 110.70%     | 33店    | 714人    |                        |
| 2005年 | 1056億円 | 43億円    | 4.07%       | 14.91%        | 120.70%     | 37店    | 785人    |                        |
| 2006年 | 1254億円 | 55億円    | 4.37%       | 14.77%        | 120.90%     | 40店    | 928人    |                        |
| 2007年 | 1450億円 | 66億円    | 4.52%       | 14.66%        | 115.60%     | 44店    | 1,065人  |                        |
| 2008年 | 1679億円 | 79億円    | 4.71%       | 14.78%        | 119.00%     | 49店    |          | 約120万人              |
| 2009年 | 1921億円 | 98億円    | 5.11%       | 14.50%        | 114.55%     | 55店    | 1,339人  | 約158万人              |
| 2010年 | 2156億円 | 112億円   | 5.23%       | 14.62%        | 112.27%     | 60店    | 1,526人  | 約198万人              |
| 2011年 | 2305億円 | 130億円   | 5.64%       | 14.78%        | 106.94%     | 64店    | 1,775人  | 約238万人              |
| 2012年 | 2358億円 | 143億円   | 6.07%       | 14.62%        | 102.37%     | 65店    | 1,920人  | 約260万人              |
| 2013年 | 2495億円 | 142億円   | 5.68%       | 14.90%        | 106.08%     | 69店    | 7,329人  | 約291万人              |
| 2014年 | 2619億円 | 141億円   | 5.37%       | 15.53%        | 104.98%     | 74店    | 7,923人  | 約318万人              |
| 2015年 | 2814億円 | 148億円   | 5.26%       | 16.36%        | 107.42%     | 83店    | 8,845人  | 約351万人              |
| 2016年 | 3067億円 | 150億円   | 4.89%       | 16.03%        | 108.99%     | 88店    | 9,414人  | 約381万人              |
| 2017年 | 3304億円 | 147億円   | 4.44%       | 16.63%        | 107.70%     | 97店    | 10,370人 | 約419万人              |
| 2018年 | 3567億円 | 148億円   | 4.14%       | 17.08%        | 107.97%     | 108店   | 11,186人 | 約444万人              |
| 2019年 | 3930億円 | 188億円   | 4.79%       | 16.72%        | 110.20%     | 117店   | 12,044人 |                        |
| 2020年 | 4347億円 | 237億円   | 5.42%       | 16.11%        | 110.59%     | 123店   | 13,038人 | 約544万人              |

## 不祥事

### サービス残業問題
- 2005年10月に労働基準監督署から「時間外勤務手当が適切に支払われていないので改善するように」（いわゆるサービス残業）との是正勧告を受けており[67]、営業時間外の労働を解消するため開店後の品出しや閉店前の片付けが行われている。この件について、オーケーの公式サイトでは「労務問題への積極的取り組み」として記述されている[7]。

### 独占禁止法違反の疑い
- 公正取引委員会は、オーケーが商品の値下げ分を納入業者約30社に対して値下げ分の一部補填を求めており、独占禁止法違反（優越的地位の乱用）の疑いがあるとして調査を行っていたことを発表。同社が、自主的に値下げ補填の要求を取りやめたため、公正取引委員会は、調査を打ち切りにした[68][69]。

### クレジットカード情報不正利用
- 新山下店（神奈川県横浜市中区）でレジ係のアルバイトとして勤務していた、中国籍で通信制高校2年の16歳の少年が、勤務するレジで顧客のクレジットカード情報を暗記しその情報を悪用して、2019年11月から2020年2月までにANAのプレミアムクラスに約80回搭乗し、東京ディズニーリゾートやUSJなどのテーマパークを豪遊し、タクシーを乗り回したとして警視庁に逮捕された。被害総額は1,000万円以上となった[70][71]。

## コンビニエンスストア事業
株式会社パンプキンはかつて首都圏及び宮城県においてコンビニエンスストアを展開していた企業。オーケーの子会社であった。

### 沿革
- 1979年 - オーケーのコンビニ事業として発足[72]。
  - 5月 - 1号店開店[73]。
- 1980年 - 宮城県に進出[74]。
  - 3月 - 株式会社パンプキン設立[73]。
- 1986年 - POS端末機を導入[75]。
  - 2月1日 - パンプキンの累積赤字を解消するため、公団住宅内に小型スーパーを3店展開する、オーケー第一ストアを吸収、パンプキン第一ストアに社名変更、資本金を1億7250万円に変更[72]。
- 1987年 - ネッスル社製のコーヒーメーカーを導入、焼き鳥を提供開始、業務用の製氷機を導入[76]。
  - 10月 - 町田市の直営店で白洋舍のクリーニング取り次ぎサービスを開始[77][78]。
- 1988年 - 新卒社員の定期採用を開始[79]。
- 1989年 - パンプキンに社名変更、資本金を8000万円に減資[80]。クリーニングの取り次ぎを扱う店舗を拡大[78]。
  - 4月 - 関東地区の全店舗に補充発注システム（EOS）を導入[81]。
  - 5月 - 宮城県の全店舗でEOSを導入[81]。
- 1994年9月 - 宮城県内の全16店のうち、7店をセブン-イレブン・ジャパンに譲渡。残り9店は閉鎖し宮城県から撤退[74]。
- 1997年3月 - 資本金を3億3000万円に増資する[73]。
- 1998年
  - 11月24日 - ファミリーマートに東京都、神奈川県、埼玉県の27店の営業権を譲渡[82][83][84][85]。
  - 12月 - スリーエフに東京都の5店、千葉県の1店、神奈川県の1店の計7店を譲渡[86][87]。
    - 4日 - ファミリーマートがパンプキンの全44店舗の加盟店・店舗オーナー向けに説明会を開催[85]。
- 1999年2月 - 会社清算[88]。

### 特徴
- 店内には腰掛けられるファースト・フード（アイスクリームやホットコーヒーなど）・カウンターが存在した（1980年時点）[89]。
- 営業時間を午前7時から午後11時までの16時間営業から、24時間営業まで、加盟店の都合や地域特性にあわせて決めることができた（1980年時点）[89]。
- パンプキン全店から集められた情報をコンピュータにより分析・分類し、メーカーや仕入れ先からもデータの収集を行うことで、豊富な情報に基づき売れる商品を選び出し加盟店に伝えていた（1980年時点）[89]。
- 帳簿づけ、仕入れ、広告宣伝を本部でシステム化していた（1980年時点）[89]。
- 加盟店60%、本部40%の荒利益分配方式で、加盟店の売上高が月商1200万円を超えた場合は超えた部分の粗利益の分配は加盟店80%、本部20%と、加盟店の利益が増えていく仕組みであった（1980年時点）[89]。
- 十分な利益が上がらなかった場合は加盟店の60%分に関しては年額1200万円の最低保証制度があった（1980年時点）[89]。
- オーケーの元社員がフランチャイジーとして運営していた店があった（1985年時点では全38店中22店）[75]。
- 創業以来ブルーシールアイスクリームを販売していた。8種類販売していたが1986年には16ないし24種類に増やし、手焼きのコーンを使ったりダブルサイズのアイスクリームを販売したりしていた（1986年時点）[90]。
- ネッスル社製のコーヒーメーカーで淹れたいれたてコーヒーや冷凍していない食肉を各店で焼いた焼き鳥、業務用製氷機を各店に設置し氷を販売していた（1987年時点）[76]。
- 白洋舍のクリーニング取り次ぎサービスを一部店舗で行っていた（1988年時点）[78]。また、日本マイレンタルと提携し都内の全43店で日用品のレンタル取り次ぎ業務を手掛けていた（1992年時点）[91]。

### 店舗数
- 1981年12月 - 18店[92]
- 1985年12月 - 38店[75]
- 1986年1月 - 40店[72][90]
- 1987年4月 - 45店[76]
- 1988年7月末 - 53店[78]
- 1989年2月 - 49店[81]
- 1989年3月 - 50店[80]
- 1994年9月 - 60店（宮城県の店舗譲渡以前）[74]
- 1996年2月末 - 46店[93]
- 1997年6月末 - 50店[73]
- 1998年11月 - 44店[83][85][87]（41店とも[82]）

## テレビ番組
- 日経スペシャル ガイアの夜明け “激動 流通サバイバル”第2回 地元密着スーパーの逆襲（2007年9月18日、テレビ東京）[94]。- 低価格を実現する値決め交渉に密着。